# Теописка (муниципалитет)
Теописка (исп. Teopisca) — муниципалитет в Мексике, штат Чьяпас, с административным центром в одноимённом городе. Численность населения, по данным переписи 2020 года, составила 49 499 человек.

## Общие сведения
Название Teopisca с языка науатль можно перевести как — дом красного вождя.
Площадь муниципалитета равна 283,5 км², что составляет 0,4 % от площади штата, а наиболее высоко расположенное поселение Бальвиц, находится на высоте 2447 метров.
Он граничит с другими муниципалитетами Чьяпаса: на севере с Сан-Кристобаль-де-лас-Касасом и Уистаном, на востоке с Чаналем и Аматенанго-дель-Валье, на юге с Венустиано-Каррансом, и на западе с Тотолапой.

## Учреждение и состав
Муниципалитет был образован в 1915 году, по данным 2020 года в его состав входит 109 населённых пунктов, самые крупные из которых:
| Код INEGI                  | Населённый пункт                                                                    | Численность населения (2005 год) | Численность населения (2010 год) | Численность населения (2020 год) |
| -------------------------- | ----------------------------------------------------------------------------------- | -------------------------------- | -------------------------------- | -------------------------------- |
| 094                        | Всего                                                                               | 32368                            | 37607                            | 49499                            |
| 0001                       | Теописка (исп. Teopisca) 16°32′29″ с. ш. 92°28′21″ з. д. (административный центр)   | 13730                            | 16240                            | 20044                            |
| 0062                       | Бетания (исп. Betania) 16°36′31″ с. ш. 92°31′15″ з. д.                              | 2385                             | 2274                             | 2805                             |
| 0016                       | Нуэво-Леон (исп. Nuevo León) 16°29′05″ с. ш. 92°34′17″ з. д.                        | 2550                             | 2782                             | 2787                             |
| 0069                       | Нуэво-Синакантан (исп. Nuevo Zinacantán) 16°36′17″ с. ш. 92°31′15″ з. д.            | 492                              | 584                              | 991                              |
| 0091                       | Хардин-дель-Нуэво-Эден (исп. Jardín del Nuevo Edén) 16°35′34″ с. ш. 92°30′51″ з. д. | 582                              | 609                              | 920                              |
| 0068                       | Вистаэрмоса (исп. Vistahermosa) 16°34′55″ с. ш. 92°30′30″ з. д.                     | 676                              | 767                              | 906                              |
| 0024                       | Долорес (исп. Dolores) 16°36′15″ с. ш. 92°30′55″ з. д.                              | 607                              | 678                              | 887                              |
| —                          | Прочие                                                                              | 11346                            | 13673                            | 20159                            |
| Названия на карте Генштаба |                                                                                     |                                  |                                  |                                  |

## Экономическая деятельность
По статистическим данным 2000 года, работоспособное население занято по секторам экономики в следующих пропорциях:
- сельское хозяйство и скотоводство — 54,7 % ;
- промышленность и строительство — 19,7 %;
- торговля, сферы услуг и туризма — 23 %;
- безработные — 2,6 %.

## Инфраструктура
По статистическим данным 2020 года, инфраструктура развита следующим образом:
- электрификация: 98,2 %;
- водоснабжение: 37 %;
- водоотведение: 94 %.

## Культурные и туристические достопримечательности
В муниципалитете можно побывать:
- в церкви Святого Агустина, построенной в XVI—XVII веках;
- в гроте Епископа, на безымянном водопаде, а также на археологических раскопках;
- в музее Керем.